# Provincia di Hannover
La provincia di Hannover fu una provincia del Regno di Prussia e poi del Libero Stato di Prussia dal 1868 al 1946.

## Storia

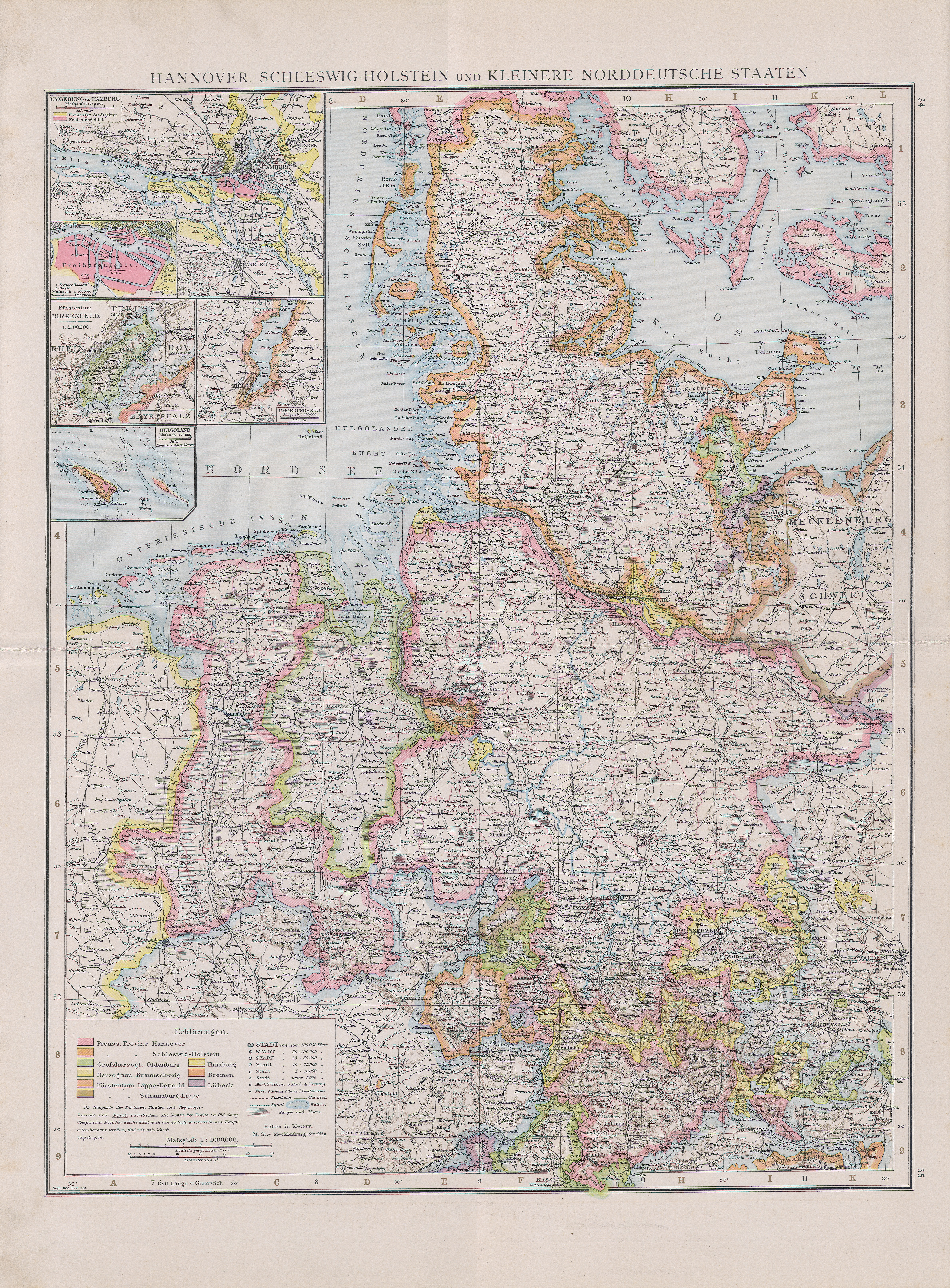
Hannover, Schleswig-Holstein e alcune parti della Germania del Nord in una cartina del 1890

Durante la guerra austro-prussiana, il Regno di Hannover aveva tentato di mantenere una posizione neutrale, così come altri membri della Confederazione Germanica. Dopo che l'Hannover ebbe votato a favore della mobilitazione delle truppe contro la Prussia il 14 giugno 1866, la Prussia vide l'occasione per dichiarare ufficialmente guerra. Il Regno di Hannover venne quindi invaso dalla Prussia, dissolto ed annesso direttamente allo stato prussiano. La Casa di Hannover venne detronizzata e la conquista del territorio fruttò alla Prussia il denaro necessario ad Otto von Bismarck per fronteggiare i continui scontri con Luigi II di Baviera.
Nel 1946, per decreto dell'occupante del Regno Unito, la provincia di Hannover fu disciolta e il suo territorio, distaccato dalla Prussia, formò il nuovo Land di Hannover.
In quello stesso anno per volere del governo tedesco l'area venne annessa della Bassa Sassonia assieme ad altri ex stati come Oldenburg, Brunswick e Schaumburg-Lippe.

## Amministrazione

### Distretti della Provincia di Hannover

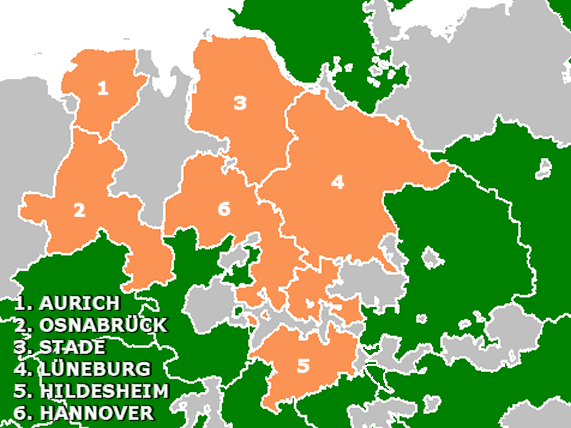
I sei distretti della provincia di Hannover

La provincia di Hannover, tradizionalmente suddivisa in sei regioni chiamate Landdrostei[en] ("Gran Baliaggi"), a partire dal 1º aprile 1885 venne suddivisa in 6 distretti governativi:
- Aurich
- Osnabrück
- Stade
- Luneburgo
- Hildesheim
- Hannover

### Presidenti della Provincia di Hannover
I capi della provincia, nominati dal governo centrale prussiano, ebbero il titolo di Oberpräsident (Gran Presidente). L'esecutivo provinciale, il Landesdirektor (direttorio provinciale), veniva eletto dal parlamento provinciale (Provinziallandtag).
- Otto zu Stolberg-Wernigerode 1867-1873
- Botho Wendt August zu Eulenburg 1873-1878
- Adolf Hilmar von Leipziger 1878-1888
- Rudolf von Bennigsen 1888-1897
- Konstantin zu Stolberg-Wernigerode 1898-1902
- Richard von Wentzel 1902-1914
- Ludwig Hubert von Windheim 1914-1917
- Ernst von Richter (DVP) 1917-1920
- Gustav Noske (SPD) 1920-1933
- Viktor Lutze (NSDAP) 1933-1941
- Hartmann Lauterbacher (NSDAP) 1941-1945
- Hinrich Wilhelm Kopf (SPD) 1946